# هالوک بیلگینر

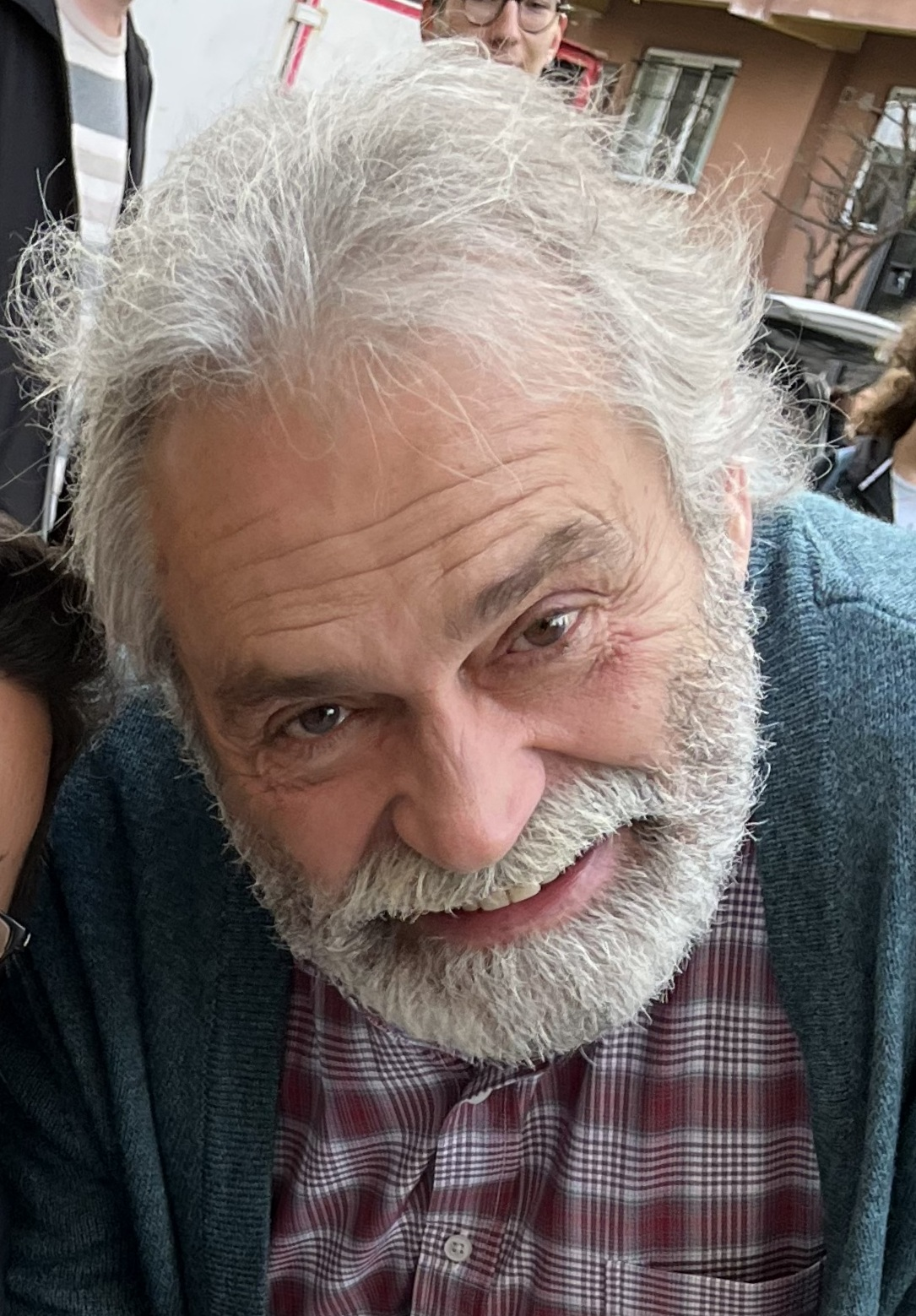
هالوک بیلگینر در سال ۲۰۲۲

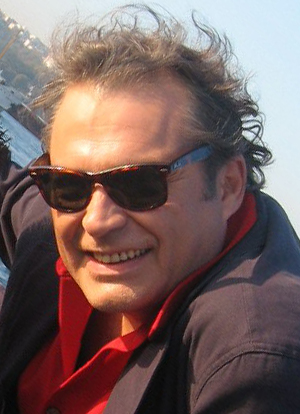
هالوک بیلگینر در سال ۲۰۰۵

نیهات هالوک بیلگینر (انگلیسی: Nihat Haluk Bilginer؛ زادهٔ ۵ ژوئن ۱۹۵۴) هنرپیشه اهل کشور ترکیه است. وی علاوه بر سینمای ترکیه، در سینمای بریتانیا و آمریکا نیز حضور داشته است. از فیلم‌هایی که وی در آن نقش داشته است می‌توان به ایزل٬ بین‌المللی، گلاب، سربازان بوفالو و خواب زمستانی اشاره کرد.همچنین در فیلم پنج مناره در نیویورک ساخته ماهسون کیرمیزی شرکت داشته.
او برای بازی در نقش آگه بی‌اوغلو در سریال شخصیت برنده جایزه بهترین بازیگر مرد در جوایز بین المللی امی شد. فیلم او کیش اویکوسو برنده نخل طلای شد. او علاوه بر حرفه بازیگری در ترکیه، در بریتانیا نیز کار کرده است و به خاطر بازی در نقش مهمت عثمان در سریال تلویزیونی EastEnders در دهه 1980 شناخته شده است. او همچنین در فیلم های هالیوودی به عنوان یک بازیگر خردسال بازی کرده است.